# 2025年世界水泳選手権アンティグア・バーブーダ選手団
2025年世界水泳選手権アンティグア・バーブーダ選手団は、2025年7月11日から8月3日までシンガポールで開催された第22回世界水泳選手権のアンティグア・バーブーダ選手団、およびその競技結果。

## 選手団
- 人員: 選手 4人

## 選手名簿・結果
| 選手                     | 種目               | 予選      | 予選 | 準決勝   | 準決勝   | 決勝     | 決勝     |
| 選手                     | 種目               | 結果      | 順位 | 結果     | 順位     | 結果     | 順位     |
| ------------------------ | ------------------ | --------- | ---- | -------- | -------- | -------- | -------- |
| ステファノ・ミッチェル   | 男子50m自由形      | 23秒18    | 57位 | 予選敗退 | 予選敗退 | 予選敗退 | 予選敗退 |
| ステファノ・ミッチェル   | 男子100m自由形     | 51秒23    | 58位 | 予選敗退 | 予選敗退 | 予選敗退 | 予選敗退 |
| ナイーム・デソウザ       | 男子50mバタフライ  | 26秒52    | 78位 | 予選敗退 | 予選敗退 | 予選敗退 | 予選敗退 |
| ナイーム・デソウザ       | 男子100mバタフライ | 1分00秒16 | 73位 | 予選敗退 | 予選敗退 | 予選敗退 | 予選敗退 |
| アウンジェリーク・リディ | 女子100m自由形     | 59秒98    | 52位 | 予選敗退 | 予選敗退 | 予選敗退 | 予選敗退 |
| ビアンカ・ミッチェル     | 女子200m自由形     | 2分11秒40 | 43位 | 予選敗退 | 予選敗退 | 予選敗退 | 予選敗退 |